# Хорикава, Рё
Рё Хорикава (яп. 堀川亮 Хорикава Рё:, 1 февраля, 1958, префектура Осака) — японский сэйю.
Хорикава начинал творческую деятельность в начальной школе как ребёнок-актер. Он дебютировал, озвучивая роль Кенты Хироно, главного героя научно-фантастического аниме 1984 года Wingman. Стал известен благодаря своим ролям персонажей аниме, такими как Андромеда Шун (Saint Seiya), Райнхард фон Лоэнграмм (Legend of the Galactic Heroes), Вегета («Жемчуг дракона») и Хейджи Хаттори (Detective Conan). Он также хорошо известен своей игровой ролью Капитана Сокола (серия Super Smash Bros.).
В 1998 году женился на Хитоми Оикаве, которая также является актрисой озвучивания.

## Позиции в Гран-при журнала Animage
- 1988 год — 10-е место в Гран-при журнала Animage в номинации на лучшего мужчину-сэйю[1];
- 1989 год — 8-е место в Гран-при журнала Animage в номинации на лучшего мужчину-сэйю[2];
- 1990 год — 11-е место в Гран-при журнала Animage в номинации на лучшего мужчину-сэйю[3];
- 1991 год — 10-е место в Гран-при журнала Animage в номинации на лучшего мужчину-сэйю[4];
- 1992 год — 13-е место в Гран-при журнала Animage в номинации на лучшую сэйю[5]

## Роли в аниме
- 1981 год — Доктор Сламп (ТВ-1) (Чарми Ямада);
- 1984 год — Вингмен - воин мечты (Кэнта Хироно);
- 1984 год — Кулак Северной Звезды (ТВ-1) (Кэнсиро в детстве);
- 1985 год — Tatchi (ТВ) (Такэси Ёсида (2-я часть сериала));
- 1985 год — Konpora Kid (Йо);
- 1985 год — High School! Kimen-gumi (Тикара Судзи / Кэнсаку Мэри);
- 1986 год — Драгонболл (ТВ) (Чарми);
- 1986 год — Необыкновенная схватка (Тэцуя Арамаки);
- 1986 год — Рыцари Зодиака (ТВ) (Андромеда Сюн);
- 1986 год — Delpower X Bakuhatsu Miracle Genki! (Ёсукэ Миямото);
- 1987 год — Minna Agechau (Рокуро);
- 1987 год — Space Fantasia 2001 Yoru Monogatari (Тоби);
- 1987 год — Hajataisei Dangaioh (Флэш (эп. 3));
- 1987 год — Lady Lady!! (Артур);
- 1987 год — Good Morning Althea (Гарорий);
- 1988 год — Легенда о героях Галактики: Мне покорится море звезд (фильм первый) (Райнхард фон Мюзель);
- 1988 год — Принцесса-вампир Мию OVA (Кэй Юдзуки);
- 1988 год — Легенда о героях Галактики OVA-1 (Райнхард фон Лоэнграмм);
- 1988 год — Плачущий убийца (Янь);
- 1989 год — Герои пяти планет (Ладиос Соп / Аматерасу);
- 1989 год — Драгонболл Зет (ТВ) (Вегета);
- 1990 год — Obatarian (Кунихико);
- 1990 год — Transformers Z;
- 1990 год — Eiji (Акаги Эйдзи);
- 1990 год — Aries: Shinwa no Seizakyuu (Гермес);
- 1990 год — Драгонболл Зет: Спэшл первый (Вегета);
- 1991 год — Okama Hakusho (Тацуя);
- 1991 год — Мобильный воин ГАНДАМ 0083: Память о Звездной пыли (Ко Ураки);
- 1991 год — Slow Step (Наото Кадомацу);
- 1991 год — Magical Taruruto-kun: Moero! Yuujou no Mahou Taisen (Харако Тикара);
- 1992 год — Handsome na Kanojo (Осаму Кани);
- 1992 год — Драгонболл Зет: Фильм шестой (Вегета);
- 1992 год — Кенди-Кенди (фильм третий) (Энтони);
- 1992 год — Драгонболл Зет: Фильм седьмой (Вегета);
- 1992 год — Yuu Yuu Hakusho TV (Карасу);
- 1993 год — Miracle Girls (Масаки Такамура);
- 1993 год — Драгонболл Зет: Спэшл второй (Вегета);
- 1993 год — Драгонболл Зет: Фильм восьмой (Вегета);
- 1993 год — Бронеотряд 1941 (Джек);
- 1993 год — Яйба, самурай-легенда (Такэси Онимару);
- 1993 год — Ghost Sweeper Mikami (Тадао Ёкосима);
- 1993 год — Драгонболл Зет: Фильм девятый (Вегета);
- 1993 год — Драгонболл Зет OVA (Вегета);
- 1993 год — Aoki Densetsu Shoot! (Макото Саэки);
- 1994 год — Nana Toshi Monogatari: Hokkyokukai Sensen (Рю Вэй);
- 1994 год — Драгонболл Зет: Фильм одиннадцатый (Вегета);
- 1994 год — Узы (Кай Сагано);
- 1994 год — GS Mikami - Gokuraku Daisuken! (Тадао Ёкосима);
- 1995 год — Драгонболл Зет: Фильм двенадцатый (Вегета);
- 1995 год — Драгонболл Зет: Фильм тринадцатый (Вегета);
- 1996 год — Детектив Конан (ТВ) (Хэйдзи Хаттори);
- 1996 год — Драгонболл БП (ТВ) (Вегета);
- 1997 год — Драгонболл БП (спэшл) (Вегета-младший);
- 1997 год — Доктор Сламп (ТВ-2) (Слуга Никотяна);
- 1998 год — Легенда о героях Галактики OVA-2 (Райнхард фон Мюзель);
- 1998 год — Триган (ТВ) (Майн);
- 1998 год — Himitsu no Akko-chan 3 (Ди Каприо);
- 1999 год — Детектив Конан (фильм 03) (Хэйдзи Хаттори);
- 1999 год — Melty Lancer: The Animation (Лигель);
- 2000 год — Детектив Конан OVA-1 (Хэйдзи Хаттори / Такэси Онимару);
- 2000 год — A.Li.Ce (Нерон);
- 2002 год — Детектив Конан OVA-2 (Хэйдзи Хаттори);
- 2003 год — Детектив Конан OVA-3 (Хэйдзи Хаттори);
- 2003 год — Ashita no Nadja (Антонио Фабиани);
- 2003 год — Детектив Конан (фильм 07) (Хэйдзи Хаттори);
- 2004 год — Рыцари Зодиака (фильм пятый) (Андромеда Сюн);
- 2005 год — Eien no Aseria The Spirit of Eternity Sword (Мидори Койн);
- 2006 год — Детектив Конан OVA-6 (Хэйдзи Хаттори);
- 2006 год — Детектив Конан (фильм 10) (Хэйдзи Хаттори);
- 2006 год — Сильнейший в истории ученик Кэнъити (Нацу Танимото (Отшельник));
- 2008 год — Драгонболл: Сон-Гоку и друзья возвращаются!! (Вегета);
- 2009 год — Dragon Ball Kai (Вегета);
- 2009 год — Детектив Конан (фильм 13) (Хэйдзи Хаттори);
- 2009 год — Детектив Конан OVA-9 (Хэйдзи Хаттори);
- 2010 год — Meitantei Conan Magic File 4 (Хэйдзи Хаттори)